# 中国贵阳国际围棋文化节
中国贵阳国际围棋文化节，由中国棋院、贵阳市政府共同主办，贵阳市商业银行协办。于2001年8月3日至13日在贵阳市举行。包括三大赛事：“贵阳商行杯”中日韩三国围棋世界冠军争霸赛，“山水黔城杯”国际女子职业围棋大赛和“天宇杯”国际电脑围棋邀请赛。

## “贵阳商行杯”中日韩三国围棋世界冠军争霸赛
- 中国：马晓春九段两战皆胜，同时获得2万美元冠军奖金。
- 日本：依田纪基九段
- ：曹薰铉九段

## “天宇杯”国际电脑围棋邀请赛
广州雷秀瑜的程序“乌鹭”折桂
- 参赛选手　　　程序名称　　　参赛单位
- 陈志行　　　　　弈侣　　　　　广州
- 雷秀瑜（女）乌鹭　　　　　广州
- 陆锦强　　　　　围棋之星　　　广州
- 李智华　　　　　小龙　　　　　广州
- 张连蓬　　　　　北斗棋星　　　山东
- 梁美娟（女）北斗棋星　　　山东
- 盛铁君　　　　　海洋　　　　　山西
- 徐春华　　　　　瀚　　　　　　河南
- 田原　　　　　　智趣　　　　　新加坡
- 冯少敏　　　　　智趣　　　　　新加坡
- 曹晖　　　　　　HS　　　　　　浙江
- 王声军　　　　长城围棋　　　　山东
- 周如海　　　　Gowind　　　　　美国
- 刘学明　　　　　LG　　　　　　北京
- 谷蓉（女）LG　　　　　　北京
- 芮斯　　　　　　G04++　　　　 英国
- 大卫·佛特兰德　多面围棋　　　美国

## 城市围棋爱好者邀请赛
- A组第一名杨慧人
- B组第一名马正

## 全国新闻界围棋高手友谊赛
四川杜维新夺冠

## 第十四届“南太杯”中国围棋名人战挑战权争夺赛
13日下午结束。常昊九段以2比1战胜邱峻，获得了向上届名人马晓春九段挑战的资格。